# San Giorgio e la principessa (Antonio Cicognara)
San Giorgio e la principessa è un dipinto a tempera su tavola attribuito a Antonio Cicognara, databile alla fine del XV secolo e conservato nella Pinacoteca Tosio Martinengo di Brescia.

## Storia
La grande tavola proviene dalla chiesa di San Giorgio e, di conseguenza, la commissione è da attribuire ai francescani che gestivano all'epoca il monastero annesso.
Con la soppressione degli ordini religiosi e dei centri di culto operata dalla Repubblica Bresciana nel 1797, la chiesa viene spogliata di ogni bene artistico, che viene disperso rimanendo fortunatamente all'interno del contesto cittadino. La maggior parte dei dipinti si trova oggi nel Museo Diocesano, mentre questo San Giorgio pervenne alla Pinacoteca Tosio Martinengo già nell'Ottocento.

## Descrizione
Il dipinto raffigura san Giorgio nell'atto di trafiggere il drago e salvare la principessa, che è rappresentata a destra. L'episodio, molto caro all'iconografia medioevale, è trattato in modo canonico e si svolge in una radura al centro di un grande prato fiorito. Sullo sfondo a destra si vede una città dalle grandi costruzioni, mentre a sinistra è raffigurato un grande castello fortificato. Ancor più lontano, accanto alla testa di san Giorgio, si scorge un'alta montagna a sua volta sormontata da un castello.
La superficie pittorica è variegata da numerosi inserti in rilievo in pastiglia dorata e argentata che interessano tutti i finimenti del cavallo, l'armatura di san Giorgio, la sua aureola e la lancia.
Stile
La tavola rappresenta la migliore manifestazione in assoluto, in ambito bresciano, del clima di transizione tra il gotico internazionale e l'arte rinascimentale caratterizzante il mondo artistico locale alla fine del Quattrocento, espresso accostando le due correnti con grande sensibilità critica e aristocrazia formale. Il dipinto ha sempre mostrato grandi difficoltà attributive, potendovi riscontrare echi dall'arte di Pisanello Squarcione e dalla scuola cremonese e ferrarese. La chiara evidenza di questi ultimi, però, consentono di trovare una accettabile proposta attributiva in Antonio Cicognara o in un maestro a lui affine.
La tavola ostenta un vero microcosmo di miniature, preziosismi e ricami raffinatissimi che si accompagnano agli elementi in rilievo, anch'essi trattati con cura da oreficeria. Il rapporto con la realtà è tangibile, ma molto aristocratico, sostenuto tuttavia da dosaggi spaziali e luministici tradotti direttamente dalla nuova arte rinascimentale.
Sebbene non sia possibile ottenere dei riscontri, è inverosimile che il pittore della tavola non si sia affidato anche al più prestigioso modello locale sul tema, vale a dire il grande San Giorgio e la principessa eseguito da Gentile da Fabriano tra il 1414 e il 1419 per la cappella di San Giorgio nel Broletto di Brescia nel contesto di un più ampio ciclo decorativo, quasi completamente perduto. È noto che il dipinto di Gentile fu condotto con l'impiego di elementi in rilievo in oro, argento, minio e oltremarini, elementi che sembrano ispirare direttamente l'esecutore del San Giorgio in questione nella realizzazione dei finissimi rilievi in pastiglia.
Altri possibili autori della tavola, i cui nomi sono stati avanzati da un gran numero di studi critici tra Ottocento e Novecento, sono Quirizio da Murano, Jacopo Bellini, Paolo da Caylina il Vecchio e Giovanni da Marone, ma per nessuno è possibile stabilire dei chiari riscontri stilistici.